# Аронзон, Соломон Лейбович
Соломо́н Лейбович (Львович) Аронзон (1854, Оренбург — неизвестно, неизвестно) — российский врач, революционер-народник, участник Оренбурского народнического кружка.

## Биография
Родился в 1854 году в Оренбурге в мещанской семье.
Окончил Оренбургскую мужскую гимназию. В 1870 году начал посещать Оренбурский народнический кружок С. С. Голоушева, став позднее его членом.
В 1873 году переехал в Петербург, где поступил в Императорскую медико-хирургическую академию и начал контактировать с кружком «артиллеристов».

## Революционная деятельность
С весны 1874 года был участником хождений в народ в Петербургской губернии. Также выступал посредником между кружком «оренбуржцев» и другими народническими кружками, в том числе с Самарским кружком С. Городецкого.
Летом 1874 года Аронзон занимался революционной пропагандой в Самарской и Оренбургской губерниях. 23 августа 1874 года на пути из Оренбурга в Петербург был арестован в Казани, привлечён к суду по делу «Ста девяноста трёх» Особым присутствием Правительствующего сената; в процессе заседания был удалён из зала суда за отказ отвечать на вопросы. Предварительное заключение отбывал в Петропавловской крепости с 13 января по 20 февраля 1876 года и (вторично) с 1 ноября 1876 года по 9 октября 1877 года.
Приговором от 23 января 1878 года Аронзон был признан виновным в революционной деятельности и вступлении в противозаконное общество. 11 мая 1878 года суд удовлетворил ходатайство о смягчении наказания с учётом отбытого длительного предварительного заключения.
30 июля 1878 года Аронзон был выслан под гласный полицейский надзор в Оренбургскую губернию, 15 августа того же года был переведён на поселение в Оренбург. В 1879 году был переведён в Белебей, где 5 августа 1880 года был освобождён от надзора.
В 1880 году поступил в Казанский университет. После окончания вуза в 1886 году получил звание врача, работал земским врачом в Уфимской губернии.